# Townsendia nigra
Townsendia nigra là một loài ruồi trong họ Asilidae. Townsendia nigra được Back miêu tả năm 1909.